# Morti il 25 luglio

## IV secolo(1)
- 306 - Costanzo Cloro, imperatore e militare romano

## V secolo(1)
- 408 - Olimpia di Nicomedia, santa bizantina (n. 361)

## XI secolo(2)
- 1011 - Ichijō, imperatore giapponese (n. 980)
- 1032 - Costanza d'Arles, regina (n. 988)

## XII secolo(7)
- 1123 - Riccardo, vescovo cattolico italiano
- 1170 - Rinaldo II di Bar, nobile
- 1182 - Maria di Boulogne, contessa
- 1186 - Hugh de Lacy, signore di Meath, nobile britannico
- 1194 - Svjatoslav III Vsevolodovič, sovrano russo (n. 1123)
- 1195 - Guglielmo I di Ginevra, nobile franco
- 1195 - Herrad von Landsberg, badessa e scrittrice tedesca

## XIII secolo(5)
- 1201 - Gruffydd ap Rhys II, sovrano gallese
- 1230 - Rudolf II di Coevorden, condottiero olandese (n. 1196)
- 1244 - Salinguerra II Torelli, nobile e politico italiano (n. 1164)
- 1261 - Niceforo II di Costantinopoli, arcivescovo ortodosso bizantino
- 1275 - Ferdinando de la Cerda, nobile (n. 1255)

## XIV secolo(4)
- 1365 - Federico I di Weimar-Orlamünde, nobile tedesco
- 1373 - Magnus II di Brunswick-Wolfenbüttel, nobile tedesco (n. 1324)
- 1391 - Giovanni III d'Armagnac, nobile francese
- 1398 - Antonio Montaldo, doge (n. 1368)

## XV secolo(11)
- 1406 - Francesco di Bartolo, critico letterario e latinista italiano (n. 1324)
- 1409 - Martino I di Sicilia, re
- 1463 - Tommaso Cantacuzeno, nobile e generale bizantino
- 1471 - Giovanni Soreth, presbitero francese
- 1471 - Tommaso da Kempis, monaco cristiano, mistico e biografo tedesco
- 1472 - Gastone IV di Foix, conte (n. 1422)
- 1473 - Maria d'Armagnac, nobildonna francese
- 1482 - Guglielmo di Brunswick-Lüneburg, duca
- 1490 - Pietro da Mogliano, religioso italiano (n. 1435)
- 1492 - Papa Innocenzo VIII, papa, vescovo cattolico e cardinale italiano (n. 1432)
- 1495 - Francione, architetto e ingegnere militare italiano

## XVI secolo(10)
- 1510 - Uesugi Akisada, militare giapponese (n. 1454)
- 1519 - Franceschetto Cybo, politico italiano
- 1564 - Ferdinando I d'Asburgo, imperatore (n. 1503)
- 1565 - David Köler, organista, compositore e cantore tedesco (n. 1532)
- 1571 - Marcantonio Giustinian, editore, tipografo e ambasciatore italiano (n. 1516)
- 1572 - Isaac ben Solomon Luria, rabbino, mistico e teologo ottomano (n. 1534)
- 1578 - Juan de Acuña, vescovo cattolico e diplomatico spagnolo
- 1581 - Luigi Pico della Mirandola, nobile italiano (n. 1526)
- 1583 - Rodolfo Acquaviva, gesuita e missionario italiano (n. 1550)
- 1591 - Marco degli Oddi, medico e filosofo italiano (n. 1526)

## XVII secolo(19)
- 1603 - Santi di Tito, pittore e architetto italiano (n. 1536)
- 1608 - Pomponio Nenna, compositore italiano (n. 1556)
- 1616 - Andreas Libavius, medico e chimico tedesco (n. 1555)
- 1626 - Nicolò Alemanni, antiquario, bibliotecario e presbitero italiano (n. 1583)
- 1628 - Sigismondo d'Este, nobile italiano (n. 1572)
- 1634 - Francesco di Cosimo de' Medici, militare italiano (n. 1614)
- 1640 - Fabio Colonna, naturalista e botanico italiano (n. 1567)
- 1646 - Maria Farnese, nobile (n. 1615)
- 1648 - Jan Matham, pittore e incisore olandese (n. 1600)
- 1649 - Orazio Giustiniani, cardinale italiano (n. 1580)
- 1652 - Bonaventura Peeters il Vecchio, pittore e incisore fiammingo (n. 1614)
- 1657 - Bohdan Chmel'nyc'kyj, militare ucraino (n. 1596)
- 1666 - Montagu Bertie, II conte di Lindsey, militare e politico inglese (n. 1608)
- 1666 - Enrico di Lorena-Harcourt, generale francese (n. 1601)
- 1675 - Nicolas Saboly, poeta e musicista francese (n. 1614)
- 1676 - François Hédelin, drammaturgo e scrittore francese (n. 1604)
- 1678 - Alfonso II Gonzaga, nobile (n. 1616)
- 1694 - Hishikawa Moronobu, pittore e incisore giapponese (n. 1618)
- 1696 - Clamor Heinrich Abel, musicista tedesco (n. 1634)

## XVIII secolo(17)
- 1710 - Gottfried Kirch, astronomo tedesco (n. 1639)
- 1715 - Francesco II Giuseppe di Lorena, nobile e abate tedesco (n. 1689)
- 1719 - Johann Wenzel von Gallas, militare e diplomatico austriaco (n. 1669)
- 1724 - Giovanni Francesco Gemelli Careri, giurista e avventuriero italiano (n. 1648)
- 1734 - Andrea Fantoni, scultore italiano (n. 1659)
- 1736 - Jean-Baptiste Joseph Pater, pittore francese (n. 1695)
- 1752 - Antonio Lucci, vescovo cattolico italiano (n. 1682)
- 1753 - Antonio Maccioni, gesuita, missionario e scrittore spagnolo (n. 1671)
- 1755 - Johannes Browallius, teologo, botanico e fisico svedese (n. 1707)
- 1756 - Mario Mellini, cardinale italiano (n. 1677)
- 1774 - Pompeo Compagnoni, vescovo cattolico e letterato italiano (n. 1693)
- 1790 - Johann Bernhard Basedow, pedagogista, teologo e saggista tedesco (n. 1724)
- 1790 - William Livingston, politico statunitense (n. 1723)
- 1794 - André Chénier, poeta francese (n. 1762)
- 1794 - Jean-Antoine Roucher, poeta francese (n. 1745)
- 1794 - Franz Gumer, politico austriaco (n. 1731)
- 1800 - Vittorio Amedeo Rapous, pittore italiano (n. 1729)

## XIX secolo(65)
- 1802 - Friedrich Karl Josef von Erthal, arcivescovo cattolico tedesco (n. 1719)
- 1804 - William Forsyth, botanico scozzese (n. 1737)
- 1814 - Charles Dibdin, musicista, drammaturgo e romanziere inglese (n. 1745)
- 1818 - András Dugonics, scrittore e drammaturgo ungherese (n. 1740)
- 1826 - Michail Pavlovič Bestužev-Rjumin, rivoluzionario russo (n. 1801)
- 1826 - Pëtr Grigor'evič Kachovskij, nobile russo (n. 1797)
- 1826 - Sergej Ivanovič Murav'ëv-Apostol, rivoluzionario russo (n. 1795)
- 1826 - Pavel Ivanovič Pestel', rivoluzionario russo (n. 1793)
- 1826 - Kondratij Fëdorovič Ryleev, rivoluzionario e poeta russo (n. 1795)
- 1828 - Georg Heinrich Weber, botanico e medico tedesco (n. 1752)
- 1829 - Paul von Radivojevich, militare austriaco (n. 1759)
- 1830 - Francesco Cesarei Leoni, cardinale e vescovo cattolico italiano (n. 1757)
- 1831 - Maria Szymanowska, pianista e compositrice polacca (n. 1789)
- 1834 - Samuel Taylor Coleridge, poeta, critico letterario e filosofo britannico (n. 1772)
- 1837 - Michail Ivanovič Lebedev, pittore russo (n. 1811)
- 1842 - Dominique-Jean Larrey, medico francese (n. 1766)
- 1843 - Charles Macintosh, chimico e inventore scozzese (n. 1766)
- 1843 - Karl Friedrich von Rumohr, scrittore, storico dell'arte e disegnatore tedesco (n. 1785)
- 1844 - Fratelli Bandiera, patriota italiano (n. 1810)
- 1844 - Domenico Lupatelli, patriota italiano (n. 1803)
- 1844 - Domenico Moro, patriota italiano (n. 1822)
- 1844 - Nicola Ricciotti, patriota italiano (n. 1797)
- 1844 - Giovanni Venerucci, patriota italiano (n. 1811)
- 1845 - Domenico Ricciardone, vescovo cattolico italiano (n. 1758)
- 1846 - Luigi Bonaparte, re (n. 1778)
- 1846 - Giuseppe Zamboni, abate e fisico italiano (n. 1776)
- 1849 - Antonio Elia, marinaio e patriota italiano (n. 1803)
- 1851 - Urbano Del Drago Biscia Gentili, principe italiano (n. 1773)
- 1852 - Jean-Jacques Feuchère, scultore francese (n. 1807)
- 1852 - Gaspard Gourgaud, generale francese (n. 1783)
- 1853 - Joaquin Murrieta, criminale e patriota messicano (n. 1829)
- 1853 - José Primo de Rivera, militare e politico spagnolo (n. 1777)
- 1854 - Johann Samuel Eduard d'Alton, anatomista tedesco (n. 1803)
- 1856 - Vincenzo Tineo, botanico italiano (n. 1791)
- 1859 - Guglielmo Lochis, politico italiano (n. 1789)
- 1861 - Jonas Furrer, politico, avvocato e giurista svizzero (n. 1805)
- 1863 - El Pipila, rivoluzionario messicano (n. 1782)
- 1864 - Benoît Mollard, politico francese (n. 1800)
- 1865 - James Miranda Barry, chirurgo britannico
- 1866 - Brita Sofia Hesselius, fotografa e insegnante svedese (n. 1801)
- 1868 - François Charles Octave Martenot de Cordoue, generale francese (n. 1813)
- 1869 - Filippo Cassola, chimico e inventore italiano (n. 1792)
- 1870 - Pierre Dupont, poeta francese (n. 1821)
- 1872 - Alexander Williams Randall, politico statunitense (n. 1819)
- 1875 - Celia Burleigh, scrittrice, attivista e religiosa statunitense (n. 1826)
- 1881 - Karl Christian Bruhns, astronomo tedesco (n. 1830)
- 1881 - Nathan Clifford, politico statunitense (n. 1803)
- 1881 - Josceline Percy, ammiraglio e militare britannico (n. 1811)
- 1882 - Alexandre Desgoffe, pittore francese (n. 1805)
- 1883 - Nikolaj Vasil'evič Kletočnikov, rivoluzionario russo (n. 1846)
- 1884 - Edward Stallybrass, missionario britannico (n. 1794)
- 1885 - Virginio Allione, politico italiano (n. 1822)
- 1885 - Ernst Laas, filosofo tedesco (n. 1837)
- 1885 - Lorenzo Nina, cardinale italiano (n. 1812)
- 1887 - Cesare Braico, patriota, medico e politico italiano (n. 1816)
- 1887 - Henry Mayhew, giornalista britannico (n. 1812)
- 1887 - John Taylor, pastore protestante inglese (n. 1808)
- 1888 - Hermann Bonitz, filologo classico e filosofo tedesco (n. 1814)
- 1894 - Aristodemo Ficalbi, ingegnere e politico italiano (n. 1821)
- 1894 - Adolfo Pick, pedagogista italiano (n. 1829)
- 1897 - William Henry Conley, religioso statunitense (n. 1840)
- 1899 - Édouard-Gérard Balbiani, entomologo francese (n. 1823)
- 1899 - Alfonso Maria Palanza, botanico italiano (n. 1851)
- 1899 - Niklaus Riggenbach, ingegnere svizzero (n. 1817)
- 1900 - Leodegar Coraggioni, numismatico svizzero (n. 1825)

## XX secolo(220)
- 1903 - Prosper-Mathieu Henry, ottico e astronomo francese (n. 1849)
- 1903 - Willie Park Sr., golfista scozzese (n. 1833)
- 1905 - Şehzade Ahmed Kemaleddin, principe ottomano (n. 1848)
- 1907 - Giovanni Benadduci, politico e storico italiano (n. 1843)
- 1908 - Ezio Marchi, veterinario italiano (n. 1869)
- 1910 - Giovanni Martinolich, scacchista italiano (n. 1884)
- 1911 - Filippo Capocci, organista e compositore italiano (n. 1840)
- 1911 - Carmen Sallés y Barangueras, religiosa spagnola (n. 1848)
- 1913 - Federico Eusebio, storico e archeologo italiano (n. 1852)
- 1916 - Marija Aleksandrovna Blank, insegnante tedesca (n. 1835)
- 1918 - Carlos Guido y Spano, poeta argentino (n. 1827)
- 1919 - József Kauser, architetto ungherese (n. 1848)
- 1920 - Jean-Pierre Morat, fisiologo francese (n. 1846)
- 1921 - Domenico Pogliani, presbitero italiano (n. 1838)
- 1922 - Paul André Maistre, generale francese (n. 1858)
- 1924 - Muṣṭafā Luṭfī al-Manfalūṭī, scrittore e poeta egiziano (n. 1876)
- 1924 - Lino Selvatico, pittore italiano (n. 1872)
- 1926 - E.A. Martin, regista e sceneggiatore statunitense (n. 1875)
- 1926 - Henry D. McDaniel, politico statunitense (n. 1836)
- 1927 - János Csernoch, cardinale e arcivescovo cattolico slovacco (n. 1852)
- 1927 - Guglielmo Mengarini, ingegnere e politico italiano (n. 1856)
- 1927 - Christian Fredrik Michelet, avvocato e politico norvegese (n. 1863)
- 1927 - Matilde Serao, scrittrice e giornalista italiana (n. 1856)
- 1929 - Matti Aikio, poeta norvegese (n. 1872)
- 1929 - Doc Scurlock, pistolero statunitense (n. 1849)
- 1930 - Albert Canet, tennista francese (n. 1878)
- 1930 - Chance M. Vought, aviatore e progettista statunitense (n. 1890)
- 1931 - Ángel Darío Acosta Zurita, presbitero messicano (n. 1908)
- 1932 - Cyriel Buysse, scrittore belga (n. 1859)
- 1933 - Gustav Georg Embden, biochimico tedesco (n. 1874)
- 1934 - François Coty, imprenditore, profumiere e politico francese (n. 1874)
- 1934 - Engelbert Dollfuß, politico austriaco (n. 1892)
- 1934 - Nestor Ivanovič Machno, anarchico e rivoluzionario ucraino (n. 1889)
- 1936 - Heinrich Rickert, filosofo tedesco (n. 1863)
- 1936 - Michele Peiró Victori, spagnolo (n. 1887)
- 1936 - Henry Wellcome, farmacista e imprenditore statunitense (n. 1853)
- 1937 - Jānis Akuraters, scrittore lettone (n. 1876)
- 1937 - Vittorio Meoni, pittore, politico e giornalista italiano (n. 1859)
- 1937 - Adolphe Rouleau, schermidore francese (n. 1867)
- 1937 - Joseph de Caraman Chimay, schermidore francese (n. 1858)
- 1938 - Luis Altamirano, generale e politico cileno (n. 1876)
- 1938 - Raffaello Baldi Papini, dirigente d'azienda e politico italiano (n. 1872)
- 1938 - Francesco I del Liechtenstein, principe austriaco (n. 1853)
- 1938 - Lamberto Fruttini, militare e aviatore italiano (n. 1899)
- 1938 - Jack Judge, compositore inglese (n. 1872)
- 1938 - Arthur Kaufmann, giurista e scacchista austriaco (n. 1872)
- 1938 - Arnaldo Moro, militare e aviatore italiano (n. 1908)
- 1938 - Carlo Alfonso Nallino, islamista e arabista italiano (n. 1872)
- 1941 - Allan Forrest, attore statunitense (n. 1885)
- 1941 - Mieczysława Kowalska, religiosa polacca (n. 1902)
- 1941 - Reino Valtonen, cestista e pugile finlandese (n. 1916)
- 1942 - Gaetano Campanile Mancini, giornalista, sceneggiatore e regista italiano (n. 1868)
- 1942 - Fred Engelhardt, triplista e lunghista statunitense (n. 1879)
- 1943 - Muhammad bin Abd al-Rahman Al Sa'ud, principe e politico saudita (n. 1882)
- 1944 - Franca Barbier, militare italiana (n. 1923)
- 1944 - Aldo Felice Casotti, partigiano italiano (n. 1929)
- 1944 - Max Kommerell, storico, scrittore e insegnante tedesco (n. 1902)
- 1944 - Lesley James McNair, generale statunitense (n. 1883)
- 1944 - Osvaldo Orsi, agronomo italiano (n. 1862)
- 1944 - Gino Pistoni, partigiano italiano (n. 1924)
- 1944 - Henk Tempel, calciatore olandese (n. 1898)
- 1944 - Jakob Johann von Uexküll, biologo, zoologo e filosofo estone (n. 1864)
- 1944 - László Weiner, compositore, pianista e direttore d'orchestra ungherese (n. 1916)
- 1945 - Kurt Gerstein, militare tedesco (n. 1905)
- 1945 - Sophus Jensen, pallanuotista statunitense (n. 1889)
- 1945 - Albert Tyler, astista statunitense (n. 1872)
- 1946 - Narziss Kaspar Ach, psicologo tedesco (n. 1871)
- 1947 - Gustavo Bonaventura Castelbolognesi, rabbino italiano (n. 1884)
- 1947 - Alexandre Denéréaz, compositore svizzero (n. 1875)
- 1949 - Enrico Presutti, giurista e politico italiano (n. 1870)
- 1949 - Alfred Rehder, botanico francese (n. 1863)
- 1949 - Ubaldo Soddu, generale italiano (n. 1883)
- 1950 - Olle Ericsson, tiratore a segno svedese (n. 1890)
- 1950 - Elisabeth Langgässer, scrittrice e poetessa tedesca (n. 1899)
- 1951 - J. C. Leyendecker, illustratore tedesco (n. 1874)
- 1951 - Robert William Seton-Watson, storico britannico (n. 1879)
- 1952 - Gypsy Abbott, attrice statunitense (n. 1897)
- 1952 - Domenico Fioritto, politico italiano (n. 1872)
- 1952 - Arthur Grunenberg, illustratore, pittore e grafico tedesco (n. 1880)
- 1952 - Knut Anton Walter Gyllenberg, astronomo svedese (n. 1886)
- 1952 - Renée Héribel, attrice francese (n. 1903)
- 1954 - Mary Bartelme, giudice e avvocato statunitense (n. 1866)
- 1954 - Jonas Mackevičius, pittore lituano (n. 1872)
- 1955 - Theodore Carstens, schermidore statunitense (n. 1879)
- 1955 - Garzia Cassola, giornalista, sindacalista e traduttore italiano (n. 1869)
- 1955 - Isaak Osipovič Dunaevskij, compositore e direttore d'orchestra sovietico (n. 1900)
- 1955 - Ilmari Hannikainen, compositore e pianista finlandese (n. 1892)
- 1955 - Percy Noble, ammiraglio britannico (n. 1880)
- 1956 - Gustaf Blomgren, tuffatore svedese (n. 1887)
- 1956 - Giuseppe Gola, botanico italiano (n. 1877)
- 1956 - Franz Xaver Seppelt, presbitero tedesco (n. 1883)
- 1958 - Otto Lasanen, lottatore finlandese (n. 1891)
- 1959 - Yitzhak HaLevi Herzog, rabbino israeliano (n. 1888)
- 1959 - Mutara III del Ruanda, sovrano ruandese (n. 1911)
- 1960 - Désiré Defauw, violinista, direttore d'orchestra e compositore belga (n. 1885)
- 1960 - Dennis Hoey, attore britannico (n. 1893)
- 1960 - Antonio Scuero, generale e politico italiano (n. 1885)
- 1961 - Emilio de la Forest de Divonne, dirigente sportivo italiano (n. 1899)
- 1961 - Nescio, scrittore olandese (n. 1882)
- 1961 - Siro Persichelli, generale italiano (n. 1890)
- 1962 - Paul Aymé, tennista francese (n. 1869)
- 1963 - Ugo Cerletti, psichiatra e neurologo italiano (n. 1877)
- 1963 - Johannes Eriksen, lottatore danese (n. 1889)
- 1963 - Charles Moss, ciclista su strada britannico (n. 1882)
- 1963 - Gösta Stoltz, scacchista svedese (n. 1904)
- 1963 - Herm Witasek, cestista statunitense (n. 1913)
- 1964 - John Latham, magistrato e politico australiano (n. 1877)
- 1965 - Jules Masselis, ciclista su strada belga (n. 1886)
- 1965 - Alcide Pirazzi Maffiola, politico e partigiano italiano (n. 1897)
- 1966 - Paul Le Drogo, ciclista su strada, ciclocrossista e dirigente sportivo francese (n. 1905)
- 1966 - Frank O'Hara, poeta, scrittore e critico d'arte statunitense (n. 1926)
- 1967 - Luciano Granzotto Basso, politico italiano (n. 1884)
- 1969 - Antoine Marie Benoît Besson, generale francese (n. 1876)
- 1969 - Everett Bradley, multiplista statunitense (n. 1897)
- 1969 - Otto Dix, pittore tedesco (n. 1891)
- 1970 - Amadeo Bordiga, politico, giornalista e rivoluzionario italiano (n. 1889)
- 1970 - Franco Corradi, carabiniere italiano (n. 1943)
- 1970 - Carl Martin Norberg, ginnasta svedese (n. 1886)
- 1972 - Carlo Agostoni, schermidore italiano (n. 1909)
- 1972 - Américo Castro, filologo, storico e critico letterario spagnolo (n. 1885)
- 1972 - Allen Erwin Gant, imprenditore e inventore statunitense (n. 1898)
- 1973 - Amy Jacques Garvey, giornalista e editrice giamaicana (n. 1895)
- 1973 - Dezső Pattantyús-Ábrahám, politico ungherese (n. 1875)
- 1973 - Louis Saint-Laurent, politico canadese (n. 1882)
- 1974 - Theodor Brinek, allenatore di calcio e calciatore austriaco (n. 1898)
- 1974 - Ignazio Cazzaniga, filologo classico e latinista italiano (n. 1911)
- 1974 - Giancarlo Chiono, tiratore a volo italiano (n. 1936)
- 1976 - Lode Craeybeckx, politico belga (n. 1897)
- 1976 - Euclide Fantoni, militare italiano (n. 1890)
- 1976 - Harry Hayes, calciatore argentino (n. 1891)
- 1976 - John Slater, fisico e chimico statunitense (n. 1900)
- 1977 - Louis Frederick Fieser, chimico statunitense (n. 1899)
- 1977 - Louis de Monge, ingegnere belga (n. 1890)
- 1977 - Mel Riebe, cestista statunitense (n. 1916)
- 1977 - Olof Thörnell, generale svedese (n. 1877)
- 1977 - José David Toro Ruilova, militare e politico boliviano (n. 1898)
- 1978 - Giuseppe Chiarelli, magistrato italiano (n. 1904)
- 1978 - Franco Nicolini, criminale italiano (n. 1935)
- 1978 - Gaetano Ragusa, calciatore brasiliano (n. 1909)
- 1978 - Vilmos Sipos, calciatore ungherese (n. 1914)
- 1978 - Romano dalla Chiesa, generale italiano (n. 1891)
- 1979 - Luigi Cunsolo, scrittore, poeta e traduttore italiano (n. 1884)
- 1979 - Dora Gatta, soprano italiano (n. 1928)
- 1979 - Bohumil Joska, calciatore cecoslovacco (n. 1907)
- 1979 - Littorio Sampieri, ginnasta italiano (n. 1927)
- 1980 - Erich Fuchs, funzionario tedesco (n. 1902)
- 1980 - Euphemia Haynes, matematica e educatrice statunitense (n. 1890)
- 1980 - Giovanni Battista Marini, poeta italiano (n. 1902)
- 1980 - Vladimir Semënovič Vysockij, cantautore, attore e poeta sovietico (n. 1938)
- 1981 - Ferdinando Lambruschini, arcivescovo cattolico italiano (n. 1911)
- 1982 - Enrico Forneris, calciatore italiano (n. 1902)
- 1982 - Hal Foster, fumettista canadese (n. 1892)
- 1982 - Gabriele Tergit, giornalista e scrittrice tedesca (n. 1894)
- 1982 - Vittorio Ieralla, attivista italiano (n. 1903)
- 1982 - Jordi Rubió i Balaguer, bibliotecario, filologo e storico spagnolo (n. 1887)
- 1983 - Tommaso Annoscia, imprenditore e dirigente sportivo italiano (n. 1904)
- 1983 - Georges Ouvray, calciatore francese (n. 1905)
- 1983 - Henry Primakoff, fisico russo (n. 1914)
- 1983 - Heinrich Unverhau, militare tedesco (n. 1911)
- 1984 - Károly Furmann, calciatore ungherese (n. 1901)
- 1984 - Uladzimir Karatkevič, scrittore, drammaturgo e poeta sovietico (n. 1930)
- 1984 - Renato Perona, pistard italiano (n. 1927)
- 1984 - George Renwick, velocista britannico (n. 1901)
- 1984 - Big Mama Thornton, cantautrice statunitense (n. 1926)
- 1985 - Grant Williams, attore statunitense (n. 1931)
- 1985 - Thomas F. Williams, aviatore canadese (n. 1885)
- 1986 - Silvio Alverà, sciatore alpino e alpinista italiano (n. 1921)
- 1986 - Maide Capacci, calciatore e allenatore di calcio italiano (n. 1926)
- 1986 - Ted Lyons, giocatore di baseball e allenatore di baseball statunitense (n. 1900)
- 1986 - Vincente Minnelli, regista statunitense (n. 1903)
- 1987 - Tommaso Chiaretti, sceneggiatore, scrittore e critico cinematografico italiano (n. 1926)
- 1987 - Charles Stark Draper, ingegnere statunitense (n. 1901)
- 1987 - Mario Radice, pittore italiano (n. 1898)
- 1988 - Judith Barsi, attrice statunitense (n. 1978)
- 1988 - Douglas Hickox, regista inglese (n. 1929)
- 1988 - Walter Kitchen, hockeista su ghiaccio canadese (n. 1912)
- 1988 - Anton Krásnohorský, calciatore cecoslovacco (n. 1925)
- 1988 - Josep Raich, calciatore spagnolo (n. 1913)
- 1988 - Giuliana Stramigioli, imprenditrice e iamatologa italiana (n. 1914)
- 1989 - Camillo Jerusalem, calciatore, allenatore di calcio e dirigente sportivo austriaco (n. 1914)
- 1989 - Steve Rubell, imprenditore statunitense (n. 1943)
- 1990 - Arnaldo Battistoni, incisore e pittore italiano (n. 1921)
- 1990 - Alfredo Pián, pilota automobilistico argentino (n. 1912)
- 1990 - Manuel Sagarzazu, calciatore spagnolo (n. 1903)
- 1990 - Kuzman Sotirović, calciatore jugoslavo (n. 1908)
- 1991 - Lazar' Moiseevič Kaganovič, politico e rivoluzionario sovietico (n. 1893)
- 1991 - Douglas Stewart, cavaliere britannico (n. 1913)
- 1992 - Alfred Drake, attore e cantante statunitense (n. 1914)
- 1992 - Luc Estang, scrittore francese (n. 1911)
- 1992 - Ottorino Quaglierini, canottiere italiano (n. 1915)
- 1992 - Alexis Rassine, ballerino lituano (n. 1919)
- 1992 - Vittorio Sanipoli, attore e doppiatore italiano (n. 1915)
- 1992 - Gary Windo, sassofonista, clarinettista e compositore britannico (n. 1941)
- 1993 - Ana Julia Duque Heckner, religiosa colombiana (n. 1898)
- 1993 - Nan Grey, attrice statunitense (n. 1918)
- 1994 - Remo Gaibazzi, pittore italiano (n. 1915)
- 1994 - Luciano Perelli, latinista e storico italiano (n. 1916)
- 1995 - Maria Di Maio, attrice e cantante italiana (n. 1923)
- 1995 - Esmat Dowlatshahi, nobildonna persiana (n. 1905)
- 1995 - Vladimír Dzurilla, hockeista su ghiaccio cecoslovacco (n. 1942)
- 1995 - Toru Kumon, educatore giapponese (n. 1914)
- 1995 - Rosalia Maggio, attrice italiana (n. 1921)
- 1995 - Osvaldo Pugliese, pianista, direttore d'orchestra e compositore argentino (n. 1905)
- 1995 - Charlie Rich, cantautore e musicista statunitense (n. 1932)
- 1996 - Roberta Breda, politica italiana (n. 1952)
- 1996 - Remo Brindisi, pittore italiano (n. 1918)
- 1996 - Howard Vernon, attore svizzero (n. 1908)
- 1997 - Natallja Arsenneva, poetessa, traduttrice e drammaturga bielorussa (n. 1903)
- 1997 - Gaetano Di Leo, politico e avvocato italiano (n. 1905)
- 1997 - Ben Hogan, golfista statunitense (n. 1912)
- 1998 - Palma Bucarelli, critica d'arte, storica dell'arte e museologa italiana (n. 1910)
- 1998 - Francesco Canova, medico e missionario italiano (n. 1908)
- 1998 - Tal Farlow, chitarrista statunitense (n. 1921)
- 1998 - Luigi Vettraino, calciatore italiano (n. 1920)
- 1999 - Oreste Guaraldo, calciatore italiano (n. 1922)
- 1999 - Pentti Lammio, pattinatore di velocità su ghiaccio finlandese (n. 1919)
- 1999 - Gisèle Meygret, schermitrice francese (n. 1963)
- 2000 - Christian Marty, aviatore e sportivo francese (n. 1945)
- 2000 - Gianni Pieropan, storico, scrittore e alpinista italiano (n. 1914)
- 2000 - Julia Pirotte, fotografa e partigiana polacca (n. 1907)

## XXI secolo(145)
- 2001 - Mario Bellagambi, generale, aviatore e militare italiano (n. 1915)
- 2001 - Phoolan Devi, politica indiana (n. 1963)
- 2001 - Josef Klaus, politico austriaco (n. 1910)
- 2001 - Giuseppe Vairo, arcivescovo cattolico italiano (n. 1917)
- 2001 - Fahd bin Salman Al Sa'ud, politico e imprenditore saudita (n. 1955)
- 2002 - Abdel Rahman Badawi, filosofo e poeta egiziano (n. 1917)
- 2002 - Johannes Joachim Degenhardt, cardinale e arcivescovo cattolico tedesco (n. 1926)
- 2002 - Hans Dorjee, allenatore di calcio e calciatore olandese (n. 1941)
- 2002 - Rudi Dornbusch, economista tedesco (n. 1942)
- 2002 - Ottiero Ottieri, scrittore, sociologo e traduttore italiano (n. 1924)
- 2002 - Lucia Pamela, cantante e musicista statunitense (n. 1904)
- 2002 - Dirk Sanders, ballerino, attore e coreografo francese (n. 1933)
- 2003 - Darina Laracy, giornalista irlandese (n. 1917)
- 2003 - Franco Reyser, velocista e dirigente sportivo italiano (n. 1904)
- 2003 - Thomas Savage, scrittore statunitense (n. 1915)
- 2003 - John Schlesinger, regista, attore e sceneggiatore britannico (n. 1926)
- 2004 - Totò Savio, compositore, arrangiatore e paroliere italiano (n. 1937)
- 2005 - Giulio Cantoni, farmacologo italiano (n. 1915)
- 2005 - Eddie Crook Jr., pugile statunitense (n. 1929)
- 2005 - Sonny Hertzberg, cestista statunitense (n. 1922)
- 2005 - Albert Mangelsdorff, musicista, docente e trombonista tedesco (n. 1928)
- 2005 - Ford Rainey, attore statunitense (n. 1908)
- 2005 - Bruno Varani, cestista argentino (n. 1925)
- 2006 - Carl Brashear, militare statunitense (n. 1931)
- 2006 - Giorgio Golin, organista, compositore e direttore di coro italiano (n. 1933)
- 2006 - Aldo Notari, giocatore di baseball e dirigente sportivo italiano (n. 1932)
- 2006 - Lucio Susmel, ecologo italiano (n. 1914)
- 2006 - Kalervo Toivonen, giavellottista finlandese (n. 1913)
- 2006 - Louis Turenne, attore canadese (n. 1933)
- 2007 - Danny Bergara, allenatore di calcio e calciatore uruguaiano (n. 1942)
- 2007 - Rocco Incardona, scultore, pittore e poeta italiano (n. 1942)
- 2007 - Bernd Jakubowski, calciatore tedesco orientale (n. 1952)
- 2007 - Lidija Smirnova, attrice sovietica (n. 1915)
- 2008 - Bruce Adler, attore statunitense (n. 1944)
- 2008 - Hiram Bullock, chitarrista statunitense (n. 1955)
- 2008 - Carlo Di Re, politico italiano (n. 1927)
- 2008 - Johnny Griffin, sassofonista statunitense (n. 1928)
- 2008 - Tracy Hall, chimico e fisico statunitense (n. 1919)
- 2008 - Nicla Migliori, tennista italiana (n. 1923)
- 2008 - Enzo Moser, ciclista su strada e dirigente sportivo italiano (n. 1940)
- 2008 - Randy Pausch, informatico statunitense (n. 1960)
- 2008 - Michail Ivanovič Pugovkin, attore sovietico (n. 1923)
- 2009 - David Ashmole, ballerino britannico (n. 1949)
- 2009 - Ricardo Bonelli, calciatore argentino (n. 1932)
- 2009 - Rick Bryan, giocatore di football americano statunitense (n. 1962)
- 2009 - Vernon Forrest, pugile statunitense (n. 1971)
- 2009 - Francisco Hidalgo, fumettista e fotografo spagnolo (n. 1929)
- 2009 - Stanley Middleton, scrittore britannico (n. 1919)
- 2009 - Harry Patch, militare e supercentenario britannico (n. 1898)
- 2009 - Italo Romagnoli, calciatore e allenatore di calcio italiano (n. 1916)
- 2010 - Vasco de Almeida e Costa, ammiraglio e politico portoghese (n. 1932)
- 2010 - Domenico Alvaro, mafioso italiano (n. 1924)
- 2010 - Serena Foglia, scrittrice, sociologa e psicologa italiana (n. 1925)
- 2010 - Adolfo L'Arco, religioso, teologo e filosofo italiano (n. 1916)
- 2010 - José Segú, ciclista su strada spagnolo (n. 1935)
- 2011 - Luciano Ciancola, ciclista su strada italiano (n. 1929)
- 2011 - Santiago Cortés, calciatore salvadoregno (n. 1945)
- 2011 - Michael Cacoyannis, regista cipriota (n. 1922)
- 2011 - Jeret Peterson, sciatore freestyle statunitense (n. 1981)
- 2011 - Rudolf Pichler, calciatore austriaco (n. 1930)
- 2011 - David Tobini, militare italiano (n. 1983)
- 2012 - Giuseppe Camadini, dirigente d'azienda italiano (n. 1931)
- 2012 - Bruno Mazza, allenatore di calcio e calciatore italiano (n. 1924)
- 2012 - Tony Scala, cantante italiano (n. 1931)
- 2012 - Franz West, artista austriaco (n. 1947)
- 2013 - Bob Acri, pianista statunitense (n. 1918)
- 2013 - Mohamed Brahmi, politico tunisino (n. 1955)
- 2013 - Walter De Maria, scultore statunitense (n. 1935)
- 2013 - Ricardo De Rienzo, calciatore argentino (n. 1948)
- 2013 - Hugh Huxley, biologo inglese (n. 1924)
- 2013 - Bernadette Lafont, attrice e ballerina francese (n. 1938)
- 2013 - Juan David Ochoa Vásquez, criminale colombiano (n. 1946)
- 2013 - Kongar-ol Ondar, cantante e politico russo (n. 1962)
- 2013 - Mike Shipley, produttore discografico australiano (n. 1956)
- 2014 - Manuel Martínez Canales, calciatore spagnolo (n. 1928)
- 2014 - Antonio Tinarelli, agronomo italiano (n. 1922)
- 2015 - Bob Kauffman, cestista, allenatore di pallacanestro e dirigente sportivo statunitense (n. 1946)
- 2015 - Giulio Savoini, allenatore di calcio e calciatore italiano (n. 1930)
- 2015 - Nilo Zandanel, saltatore con gli sci e combinatista nordico italiano (n. 1937)
- 2016 - Daphne Ceeney, atleta paralimpica, arciera e nuotatrice australiana (n. 1934)
- 2016 - Tom Clegg, regista britannico (n. 1934)
- 2016 - Judith Love Cohen, ingegnere aerospaziale, editrice e scrittrice statunitense (n. 1933)
- 2016 - Julija Abramovna Dobrovol'skaja, slavista, traduttrice e lessicografa russa (n. 1917)
- 2016 - Bülent Eken, allenatore di calcio e calciatore turco (n. 1923)
- 2016 - Halil İnalcık, storico e turcologo turco (n. 1916)
- 2016 - Dwight Jones, cestista statunitense (n. 1952)
- 2016 - Tim LaHaye, scrittore statunitense (n. 1926)
- 2016 - Artur Correia, calciatore portoghese (n. 1950)
- 2016 - Virgilio Zernitz, attore teatrale italiano (n. 1937)
- 2017 - Guillermo Ahrens, cestista peruviano (n. 1923)
- 2017 - Hywel Bennett, attore inglese (n. 1944)
- 2017 - Gretel Bergmann, altista e pesista tedesca (n. 1914)
- 2017 - Marian Diamond, neurologa e psichiatra statunitense (n. 1926)
- 2017 - Geoffrey Gurrumul Yunupingu, cantautore, musicista e polistrumentista australiano (n. 1971)
- 2017 - Barbara Sinatra, modella, filantropa e socialite statunitense (n. 1927)
- 2018 - Vachtang Balavadze, lottatore sovietico (n. 1927)
- 2018 - Mirando Haz, incisore, disegnatore e pittore italiano (n. 1937)
- 2018 - Sergio Marchionne, dirigente d'azienda italiano (n. 1952)
- 2018 - Guy Molinari, politico statunitense (n. 1928)
- 2018 - Patrizia Pesaresi, scrittrice, psichiatra e psicanalista italiana (n. 1952)
- 2018 - Clara Sereni, scrittrice, giornalista e traduttrice italiana (n. 1946)
- 2018 - Ellie Soutter, snowboarder britannica (n. 2000)
- 2018 - Líber Vespa, calciatore uruguaiano (n. 1971)
- 2018 - Giancarlo Vitali, pittore italiano (n. 1929)
- 2018 - Patrick Williams, compositore, arrangiatore e direttore d'orchestra statunitense (n. 1939)
- 2019 - Giorgio Arlorio, sceneggiatore e autore televisivo italiano (n. 1929)
- 2019 - Anner Bijlsma, violoncellista olandese (n. 1934)
- 2019 - Germano De Cinque, politico italiano (n. 1935)
- 2019 - Beji Caid Essebsi, politico e avvocato tunisino (n. 1926)
- 2019 - Jesper Juul, psicoterapeuta danese (n. 1948)
- 2019 - Jorma Kinnunen, giavellottista finlandese (n. 1941)
- 2019 - Mark Owen Lee, latinista, musicologo e saggista statunitense (n. 1930)
- 2020 - Bruno Candé, attore portoghese (n. 1980)
- 2020 - Peter Green, chitarrista e cantante britannico (n. 1946)
- 2020 - Lou Henson, allenatore di pallacanestro statunitense (n. 1932)
- 2020 - Giulio Maceratini, politico italiano (n. 1938)
- 2020 - Regis Philbin, conduttore televisivo, comico e cantante statunitense (n. 1931)
- 2020 - Virgil Riley, cestista statunitense (n. 1934)
- 2020 - John Saxon, attore statunitense (n. 1936)
- 2020 - Luciano Fabio Stirati, politico italiano (n. 1922)
- 2021 - Otelo Saraiva de Carvalho, militare portoghese (n. 1936)
- 2021 - Philip Chatfield, ballerino e direttore artistico britannico (n. 1927)
- 2021 - Luigi Concas, avvocato italiano (n. 1931)
- 2021 - Erika Vollmer, tennista tedesca (n. 1925)
- 2022 - Giancarlo Cardini, pianista e compositore italiano (n. 1940)
- 2022 - Irina Ionesco, fotografa francese (n. 1930)
- 2022 - Yōko Shimada, attrice giapponese (n. 1953)
- 2022 - Knuts Skujenieks, poeta, giornalista e traduttore lettone (n. 1936)
- 2022 - Paul Sorvino, attore e regista statunitense (n. 1939)
- 2022 - Milenko Stefanović, clarinettista serbo (n. 1930)
- 2022 - David Trimble, politico britannico (n. 1944)
- 2023 - Angelo Baracca, fisico e attivista italiano (n. 1939)
- 2023 - Silvana Castignone, filosofa e attivista italiana (n. 1931)
- 2023 - Giorgio Di Genova, storico dell'arte italiano (n. 1933)
- 2023 - Bo Goldman, sceneggiatore e drammaturgo statunitense (n. 1932)
- 2023 - Michele Kalamera, doppiatore italiano (n. 1939)
- 2023 - Johnny Lujack, giocatore di football americano statunitense (n. 1925)
- 2023 - Randy Meisner, musicista statunitense (n. 1946)
- 2023 - Michela Tartamella, cestista italiana (n. 1960)
- 2024 - Inés Ayala, politica e sindacalista spagnola (n. 1957)
- 2024 - Carmen Famadas, cestista spagnola (n. 1944)
- 2024 - Pascal Danel, cantante e compositore francese (n. 1944)
- 2025 - Jacques Neirynck, ingegnere elettrotecnico e politico belga (n. 1931)
- 2025 - Herbert Pankau, calciatore tedesco orientale (n. 1941)
- 2025 - Dwight Muhammad Qawi, pugile statunitense (n. 1953)